# Ella Hillbäck
Ella Viola Hillbäck, gift Hillbäck-Sjöstrand 1949–1974, född 6 maj 1914 i Örgryte församling, Göteborg, död 29 april 1979 i Sofia församling, Stockholm, var en svensk författare och litteraturkritiker.

## Biografi
Ella Hillbäck debuterade som lyriker i en mer konventionell poetisk stil med Hos en poet i kjol (1939). Från och med Världsbild (1947) utvecklades hennes lyriska stil i en personlig och modernistisk riktning, omfattande sensuella samt religiösa och mystiska motiv. I sitt efterföljande poetiska författarskap närmade hon sig en normal diktion, och kom att infoga en mängd tecken och symboler ur poesihistorien.  
År 1943 debuterade Hillbäck som romanförfattare med Albatross, som med inspiration från den egna uppväxten skildrar en göteborgsk arbetarmiljö i en ömsom vardagsrealistisk och sagoartad stil. Hon kom totalt att skriva fem romaner, däribland kärleksromanen Gullhöna, flyg! (1955) och äktenskapsskildringen Det tvåfaldiga livet (1964). Hillbäck var även verksam som litteraturkritiker, bland annat i Ny Tid och Morgon-Tidningen.
I sina verk bearbetade Hillbäck det mänskliga ansvaret med att ”vara Gud i världen”. Hon var en tid katolik, och i prosasviten Swedenborgvisioner (1973), där de mystisk-visionära dragen framträder som starkast, väljer mystikern Emanuel Swedenborg en sentida adoptivdotter till att föra hans uppdrag vidare. 

### Privatliv
Ella Hillbäck var fosterdotter till textilarbetaren Johannes Johansson och Hilda Holmgren. Hon gifte sig, då hennes sjätte bok kommit ut, med Östen Sjöstrand 1949, och de var gifta till 1974. Under några år bodde makarna i Mariefred, där Hillbäck skrev Tolv blickar på verkligheten (1972).
Ella Hillbäck är begravd på Katolska kyrkogården i Stockholm.

## Priser och utmärkelser
- 1950 – Albert Bonniers stipendiefond för yngre och nyare författare
- 1951 – Boklotteriets stipendiat
- 1953 – Eckersteinska litteraturpriset
- 1956 – Boklotteriets stipendiat
- 1960 – Boklotteriets stipendiat
- 1964 – Boklotteriets stipendiat
- 1973 – Deverthska kulturstiftelsens stipendium
- 1977 – Zornpriset